# Charles Achard
Émile Charles Achard, född den 24 juli 1860 i Paris, död den 7 augusti 1944, var en fransk läkare.
Achard  tjänstgjorde som médecin des hôpitaux i Paris (från 1893) och blev senare professor i allmän patologi och terapi. År 1910 utnämndes han till professor i invärtes medicin vid universitetet i Paris (Hôpital Beaujon). Han var även verksam vid Hôpital Cochin.
År 1896 identifierade han tillsammans med Raoul Bensaude en sjukdom han kallade paratyfoidfeber. De lyckades isolera orsaken till denna i form av en mikrob som nu klassificeras som salmonella paratyphi B. 
År 1897 utvecklade han tillsammans med Joseph Castaigne ett urinprov där de använde metylenblått för att undersöka njurarnas funktion. Proceduren blev känd som "Achard-Castaignes prov". Tillsammans med Castaigne och Georges Maurice Debove offentliggjorde han Manuel des maladies du tube digestif.